# Rony Fahed
Rony Fahed, född 6 november 1981 i Beirut, är en libanesisk basketspelare. Han är sedan 18 års ålder med i Libanons landslag och är landslagets point guard de senaste fyra åren. Han tävlade i FIBA World Championship i Indianapolis 2002.
Han är bra på att skjuta, passa och på försvar.